# (6162) Prokhorov
(6162) Prokhorov es un asteroide perteneciente al cinturón de asteroides, región del sistema solar que se encuentra entre las órbitas de Marte y Júpiter, descubierto el 25 de septiembre de 1973 por Liudmila Zhuravliova desde el Observatorio Astrofísico de Crimea (República de Crimea).

## Designación y nombre
Designado provisionalmente como 1973 SR6. Fue nombrado Prokhorov en homenaje a Yurij Vasil'evich Prokhorov, matemático ruso, destacó por su trabajo en la teoría de la probabilidad, también es miembro del consejo editorial de la Enciclopedia Soviética.

## Características orbitales
Prokhorov está situado a una distancia media del Sol de 2,584 ua, pudiendo alejarse hasta 3,054 ua y acercarse hasta 2,115 ua. Su excentricidad es 0,181 y la inclinación orbital 13,26 grados. Emplea 1518,05 días en completar una órbita alrededor del Sol.

## Características físicas
La magnitud absoluta de Prokhorov es 13,1. Tiene 6,107 km de diámetro y su albedo se estima en 0,223. 